# Lindernia gracilis
Lindernia gracilis é uma espécie botânica do gênero Lindernia pertencente à família Linderniaceae.